# Azay-sur-Cher
 Azay-sur-Cher  es una población y comuna francesa, situada en la región de  Centro, departamento de Indre y Loira, en el distrito de Tours y cantón de Bléré.

## Demografía
| 1314 | 1153 | 1201 | 1209 | 1262 | 1296 | 1223 | 1289 | 1301 | 1307 | 1317 | 1250 | 1260 | 1324 | 1331 | 1206 | 1107 | 1114 | 1125 | 1111 | 1089 | 1116 | 1052 | 1077 | 1131 | 1144 | 1150 | 1194 | 1375 | 1830 | 2408 | 2704 | 2840 |
| Para los censos de 1962 a 1999 la población legal corresponde a la población sin duplicidades (Fuente: INSEE [Consultar]) |      |      |      |      |      |      |      |      |      |      |      |      |      |      |      |      |      |      |      |      |      |      |      |      |      |      |      |      |      |      |      |      |